# Heteromys gaumeri
Heteromys gaumeri là một loài động vật có vú trong họ Chuột kangaroo, bộ Gặm nhấm. Loài này được J. A. Allen & Chapman mô tả năm 1897.